# جزيرة أروسا
جزيرة أروسا (بالإسبانية: Isla de Arosa) جزيرة إسبانية تقع ضمن حدود مقاطعة بونتيفيدرا التابعة لمنطقة غاليسيا شمال غرب إسبانيا، وهي أيضاً إحدى بلديات مقاطعة بونتيفيدرا.

## الديموغرافيا
يبلغ عدد سكان جزيرة أروسا 5.020 نسمة عام 2011 (وفقاً للمعهد الوطني للإحصاء الإسباني).
| 4.828 | 4.948 | 4.877 | 4.884 | 4.889 | 4.982 | 5.020 |